# 비타민 B12
비타민 B12(영어: vitamin B12, vitamin B12, vitamin B-12) 또는 코밸러민(영어: cobalamin, 시아노코발라민 cyanocobalamin)은 수용성 비타민의 한 종류이다.
B12는 정신안정 작용이 있다.

## 비타민 B12 결핍 증상

### 적혈구 생성(조혈 과정)
골수에서 적혈구를 만드는 과정에 필수적인 “엽산(Folate)”과 함께 작용하여, 정상 크기의 적혈구가 생성되도록 돕는다.
B12가 부족하면, 적혈구가 비정상적으로 커지는 거대적아구성 빈혈(Megaloblastic Anemia)이 발생할 수 있다(엽산 결핍과 유사 증상).

### DNA·RNA 합성 보조
B12는 메틸말로닐-CoA를 석시닐-CoA로 전환하는 효소(메틸말로닐-CoA 뮤테이스)와, 호모시스테인을 메티오닌으로 전환하는 효소(메티오닌 합성효소)의 보조인자로 작용.
이 과정을 통해 엽산(Folate) 대사 및 핵산(DNA·RNA) 합성에도 관여하므로, 세포분열이 활발한 조직(혈액세포, 점막, 태아 세포 등)에서 매우 중요하다.

### 신경계 유지
B12는 미엘린 수초(nerve myelin sheath) 형성과 신경전달물질 합성 등 신경계 건강에도 밀접히 관련.
결핍 시 말초신경 손상, 감각 이상, 운동 기능 저하 등의 신경학적 문제가 생길 수 있다.

### 호모시스테인 조절
호모시스테인(Homocysteine) 수치가 높으면 심혈관 질환 위험이 증가한다는 보고가 있으며, B12와 B6, 엽산(Folate)이 호모시스테인을 대사해 낮추는 기능 수행.
따라서 B12가 부족하면 호모시스테인이 높아져 심혈관계 질환, 뇌졸중 위험 증가 가능성이 지적된다.

## 같이 보기
- 아데노실코발라민
- 메틸코발라민
- 비타민